# 삼림아프리카나무타기쥐
삼림아프리카나무타기쥐(Dendromus insignis)는 붉은숲쥐과에 속하는 설치류의 일종이다. 콩고민주공화국과 케냐, 르완다, 탄자니아 그리고 우간다에서 발견된다.